# Гленн Голл
Ґленн Генрі Голл (англ. Glenn Henry «Mr. Goalie» Hall «Містер Воротар»; нар. 3 жовтня 1931, Гумбольдт, Саскачеван) — колишній професійний канадський хокеїст, воротар. За свою 18 річну кар'єру в НХЛ, він виступав за команди «Детройт Ред-Вінгс» (1952—1957), «Чикаго Блек Гокс» (1957—1967), «Сент-Луїс Блюз» (1967—1971). Всього у регулярних сезонах НХЛ Ґлен Голл провів 906 матчів (407 перемог, 84 «сухих» ігор), 2239 пропущених шайб (у середньому 2,47 шайби за гру), в іграх плей-оф — 115 матчів (49 перемог, 6 «сухих» матчів), 321 пропущені шайби (у середньому 2,79 шайби за гру). Ґлен Голл за свою багаторічну гру на останньому рубежі оборони та за внесок у розвиток воротарської майстерності, отримав прізвисько «Містер Воротар». Номер 1, під яким грав Ґлен Голл у «Чикаго Блек Гокс», виведений з обігу 20 листопада 1988 року, та закріплений за ним назавжди.

## Спортивна кар'єра
Початок своєї кар'єри Ґлен провів у «Гумбольдт Індіанс» та «Віндзор Спітфайрс», що виступали у юнацьких лігах Канади. У 1949 році він підписав контракт з командою з «Детройт Ред-Вінгс», після чого провів кілька сезонів у фарм-клубі Детройта — «Едмонтон Флаєрс» (ЗХЛ). 1952 року Голл був переведений у основну команду на матчі плей-оф. У розіграші Кубка Стенлі того року він був заявлений як другий воротар команди. Хоча він не провів жодної гри, його ім'я вигравіруване на Кубку Стенлі.

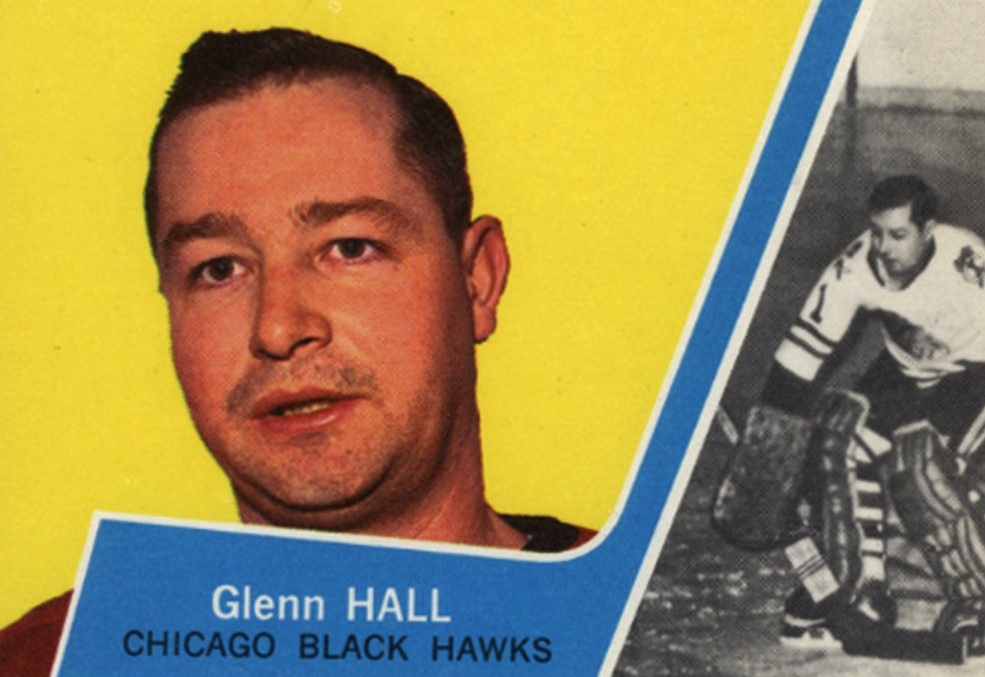
Ґлен Голл на колекційній картці, 1963 рік

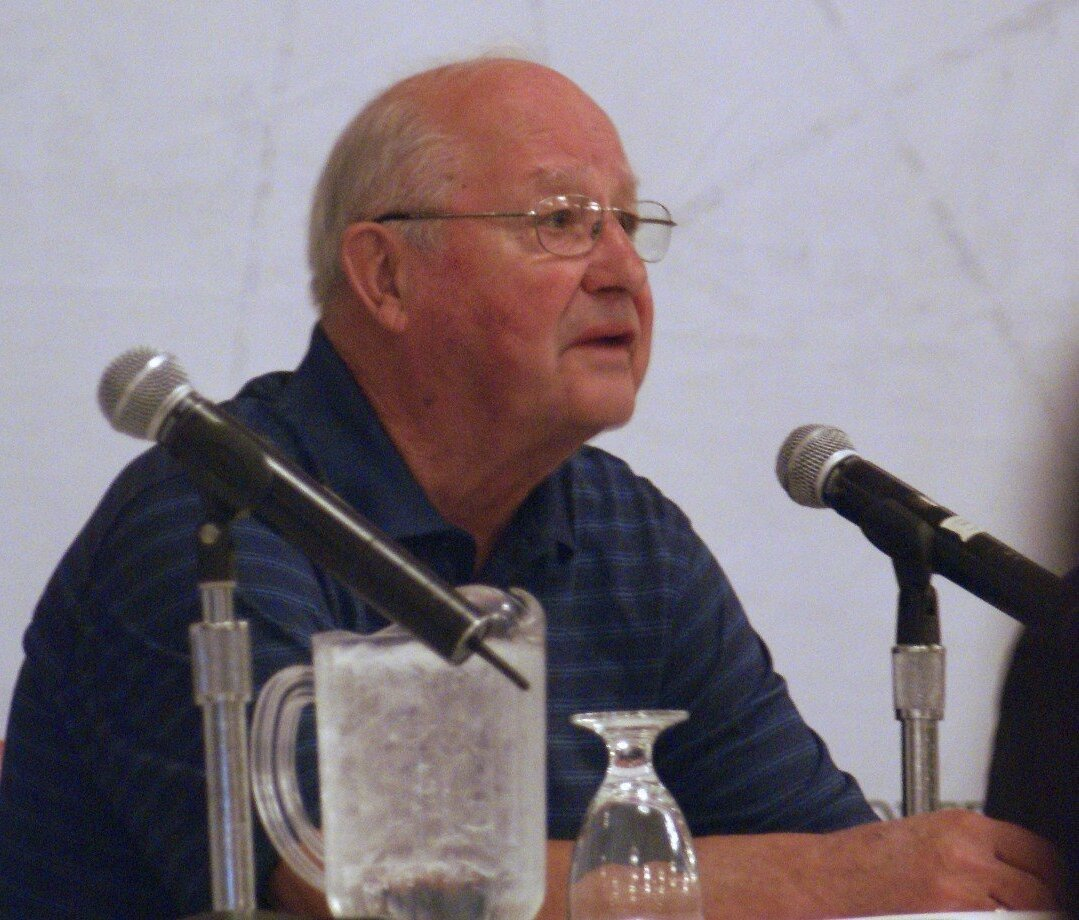
Ґлен Голл у 2011 році

У Детройті Ґлен Голл став основним воротарем у сезоні 1955—1956, який страж воріт провів повністю і без замін, відігравши 70 поєдинків. Так само він зіграв і в наступному чемпіонаті, коли перебрався в Чикаго.
Після завершення кар'єри Голл працював тренером воротарів у Сент-Луїсі і Калгарі. Саме з «Калгарі Флеймс» у 1989 році він виграв свій третій «Кубок Стенлі».
Хокейні команди того часу мали у складі тільки одного воротаря, тому Ґлен Голл вважається рекордсменом за кількістю проведених поспіль матчів. Сім сезонів, а це 502 матчі поспіль у регулярному чемпіонаті, а також 50 ігор у плей-оф і не пропустив жодної гри. Все це незважаючи на численні травми і те, що більшу частину своєї кар'єри він грав без захисної маски. За іронією долі ця серія перервалася в 1962 році через травму не в грі, а в роздягальні, де він потягнув спину нахилившись, щоб затягти ремінь. Маску він надів на голову за наполяганням іншого великого воротаря Жака Планта, коли обидва воротарі-ветерани були складі Сент-Луїса. Тоді обличчя Ґлена Голла прикрашало більш близько 300 швів та шрамів.
Ґлен Голл постійно і методично удосконалював техніку гри воротаря та вигадував нові способи зупинки шайби. Як він сам стверджував, найскладніші шайби летять на рівні щиколоток. Він одним із перших почав відбивати шайби у падінні на коліна, при цьому намагаючись максимально широко розгорнути щитки. Хокейні ортодокси того часу люто критикували його і вважали що його валяння на льоду і повзання на колінах грою не для справжнього воротаря, що потрібно завжди залишатися на ногах.

## Спортивні досягнення
- Володар «Колдер Трофі» (1956; найкращому новачкові ліги);
- Грав у 1955, 1956, 1957, 1958, 1960, 1961, 1962 1963 1964, 1965, 1967, 1968, 1969 роках в Матчах усіх зірок НХЛ;
- Обраний у перший склад «Олл Старз» НХЛ (1957, 1958, 1960, 1963, 1964, 1966, 1969);
- Обраний у другий склад «Олл Старз» НХЛ (1956, 1961, 1962, 1967)
- Володар «Везина Трофі» (1963, 1967, 1969; воротареві, що пропустив найменшу кількість шайб)
- Володар «Конн Смайт Трофі» (1968; найціннішому гравцеві плей-оф);
- Володар «Кубка Стенлі» (1952), (1961), (1989);
- Рекорд НХЛ по кількості поспіль проведених ігор воротарями (502 ігри);
- Введений у 1975 році до «Зали слави хокею»;
- Внесений 16-м у список 100 найкращих гравців НХЛ за версією часопису «The Hockey News» 1998 року.

Монетний двір Канади 6 жовтня 2015 року почне продажі серії з шести пам'ятних монет на честь видатних хокейних воротарів в історії Національної хокейної ліги. На лицьовій стороні кожної монети викарбувано портрет королеви Єлизавети II, а на реверсі — портрети знаменитих воротарів. Серед них буде монета Ґлена Голла.
2005 року в Гумбольдті, Саскачеван, було встановлено пам'ятник Голлу в Ґленн Голл Парку.

## Статистика виступів

### Регулярний сезон
| Сезон                                        | Команда                                      | Ліга                                         | І   | В   | П   | Н   | Хвилини | ПШ   | КН | ПШСР |
| -------------------------------------------- | -------------------------------------------- | -------------------------------------------- | --- | --- | --- | --- | ------- | ---- | -- | ---- |
| 1947–1948                                    | «Гумбольдт Індіанс»                          | N-SJHL                                       | 5   | 5   | 0   | 0   | 300     | 17   | 0  | 3.40 |
| 1948–1949                                    | «Гумбольдт Індіанс»                          | N-SJHL                                       | 24  | 13  | 9   | 2   | 1420    | 86   | 1  | 3.63 |
| 1949–1950                                    | «Віндзор Спітфайрс»                          | OXA                                          | 43  | 31  | 11  | 1   | 2580    | 152  | 0  | 3.53 |
| 1950–1951                                    | «Віндзор Спітфайрс»                          | OXA                                          | 54  | 32  | 18  | 4   | 3240    | 167  | 6  | 3.09 |
| 1951–1952                                    | «Індіанаполіс Кепіталс»                      | АХЛ                                          | 68  | 22  | 40  | 6   | 4190    | 272  | 0  | 3.89 |
| 1952–1953                                    | «Едмонтон Флаєрс»                            | ВХЛ                                          | 63  | 27  | 27  | 9   | 3780    | 207  | 2  | 3.29 |
| 1952–1953                                    | «Детройт Ред-Вінгс»                          | НХЛ                                          | 6   | 4   | 1   | 1   | 360     | 10   | 1  | 1.67 |
| 1953–1954                                    | «Едмонтон Флаєрс»                            | ЗХЛ                                          | 70  | 29  | 30  | 11  | 4200    | 259  | 0  | 3.70 |
| 1954–1955                                    | «Едмонтон Флаєрс»                            | ЗХЛ                                          | 66  | 38  | 18  | 10  | 3960    | 187  | 5  | 2.83 |
| 1954–1955                                    | «Детройт Ред-Вінгс»                          | НХЛ                                          | 2   | 2   | 0   | 0   | 120     | 2    | 0  | 1.00 |
| 1955–1956                                    | «Детройт Ред-Вінгс»                          | НХЛ                                          | 70  | 30  | 24  | 16  | 4200    | 147  | 12 | 2.10 |
| 1956–1957                                    | «Детройт Ред-Вінгс»                          | НХЛ                                          | 70  | 38  | 20  | 12  | 4200    | 156  | 4  | 2.23 |
| 1957–1958                                    | «Чикаго Блек Гокс»                           | НХЛ                                          | 70  | 24  | 39  | 7   | 4200    | 200  | 7  | 2.86 |
| 1958–1959                                    | «Чикаго Блек Гокс»                           | НХЛ                                          | 70  | 28  | 29  | 13  | 4200    | 208  | 1  | 2.97 |
| 1959–1960                                    | «Чикаго Блек Гокс»                           | НХЛ                                          | 70  | 28  | 29  | 13  | 4200    | 180  | 6  | 2.57 |
| 1960–1961                                    | «Чикаго Блек Гокс»                           | НХЛ                                          | 70  | 29  | 24  | 17  | 4200    | 176  | 6  | 2.51 |
| 1961–1962                                    | «Чикаго Блек Гокс»                           | НХЛ                                          | 70  | 31  | 26  | 13  | 4200    | 185  | 9  | 2.64 |
| 1962–1963                                    | «Чикаго Блек Гокс»                           | НХЛ                                          | 66  | 30  | 20  | 15  | 3910    | 166  | 5  | 2.55 |
| 1963–1964                                    | «Чикаго Блек Гокс»                           | НХЛ                                          | 65  | 34  | 19  | 11  | 3860    | 148  | 7  | 2.30 |
| 1964–1965                                    | «Чикаго Блек Гокс»                           | НХЛ                                          | 41  | 18  | 17  | 5   | 2440    | 99   | 4  | 2.43 |
| 1965–1966                                    | «Чикаго Блек Гокс»                           | НХЛ                                          | 64  | 31  | 24  | 7   | 3747    | 164  | 4  | 2.63 |
| 1966–1967                                    | «Чикаго Блек Гокс»                           | НХЛ                                          | 32  | 19  | 5   | 5   | 1664    | 66   | 2  | 2.38 |
| 1967–1968                                    | «Сент-Луїс Блюз»                             | НХЛ                                          | 49  | 19  | 21  | 9   | 2858    | 118  | 5  | 2.48 |
| 1968–1969                                    | «Сент-Луїс Блюз»                             | НХЛ                                          | 41  | 19  | 12  | 8   | 2354    | 85   | 8  | 2.17 |
| 1969–1970                                    | «Сент-Луїс Блюз»                             | НХЛ                                          | 18  | 7   | 8   | 3   | 1010    | 49   | 1  | 2.91 |
| 1970–1971                                    | «Сент-Луїс Блюз»                             | НХЛ                                          | 31  | 13  | 11  | 8   | 1761    | 71   | 2  | 2.42 |
| Загальна статистика у Регулярному сезоні НХЛ | Загальна статистика у Регулярному сезоні НХЛ | Загальна статистика у Регулярному сезоні НХЛ | 906 | 407 | 326 | 162 | 53,544  | 2230 | 84 | 2.49 |

### Плей-оф
| Сезон                             | Команда                           | Ліга                              | І   | В  | П  | Н        | Хвилини | ПШ | КН   | ПШСР |
| --------------------------------- | --------------------------------- | --------------------------------- | --- | -- | -- | -------- | ------- | -- | ---- | ---- |
| 1947–1948                         | «Гумбольдт Індіанс»               | N-SJHL                            | 2   | 0  | 2  | 0        | 120     | 15 | 0    | 7.50 |
| 1948–1949                         | «Гумбольдт Індіанс»               | N-SJHL                            | 7   | 3  | 4  | 0        | 420     | 36 | 0    | 5.14 |
| 1949–1950                         | «Віндзор Спітфайрс»               | OXA                               | 11  | 6  | 5  | 0        | 660     | 37 | 0    | 3.36 |
| 1950–1951                         | «Віндзор Спітфайрс»               | OXA                               | 8   | —  | —  | —        | 480     | 30 | 0    | 3.75 |
| 1952–1953                         | «Едмонтон Флаєрс»                 | ЗХЛ                               | 15  | 10 | 5  | 0        | 905     | 53 | 0    | 3.51 |
| 1953–1954                         | «Едмонтон Флаєрс»                 | ЗХЛ                               | 13  | 7  | 6  | 0        | 783     | 44 | 2    | 3.37 |
| 1954–1955                         | «Едмонтон Флаєрс»                 | ЗХЛ                               | 16  | 11 | 5  | 0        | 1000    | 43 | 1    | 2.58 |
| 1955–1956                         | «Детройт Ред-Вінгс»               | НХЛ                               | 10  | 5  | 5  | —        | 604     | 28 | 0    | 2.78 |
| 1956–1957                         | «Детройт Ред-Вінгс»               | НХЛ                               | 5   | 1  | 4  | —        | 300     | 15 | 0    | 3.00 |
| 1958–1959                         | «Чикаго Блек Гокс»                | НХЛ                               | 6   | 2  | 4  | —        | 360     | 21 | 0    | 3.50 |
| 1959–1960                         | «Чикаго Блек Гокс»                | НХЛ                               | 4   | 0  | 4  | —        | 249     | 14 | 0    | 3.37 |
| 1960–1961                         | «Чикаго Блек Гокс»                | НХЛ                               | 12  | 8  | 4  | —        | 772     | 26 | 2    | 2.02 |
| 1961–1962                         | «Чикаго Блек Гокс»                | НХЛ                               | 12  | 6  | 6  | —        | 720     | 31 | 2    | 2.58 |
| 1962–1963                         | «Чикаго Блек Гокс»                | НХЛ                               | 6   | 2  | 4  | —        | 360     | 25 | 0    | 4.17 |
| 1963–1964                         | «Чикаго Блек Гокс»                | НХЛ                               | 7   | 3  | 4  | —        | 408     | 22 | 0    | 3.24 |
| 1964–1965                         | «Чикаго Блек Гокс»                | НХЛ                               | 13  | 7  | 6  | —        | 760     | 28 | 1    | 2.21 |
| 1965–1966                         | «Чикаго Блек Гокс»                | НХЛ                               | 6   | 2  | 4  | —        | 347     | 22 | 0    | 3.80 |
| 1966–1967                         | «Чикаго Блек Гокс»                | НХЛ                               | 3   | 1  | 2  | —        | 176     | 8  | 0    | 2.73 |
| 1967–1968                         | «Сент-Луїс Блюз»                  | НХЛ                               | 18  | 8  | 10 | —        | 1111    | 45 | 1    | 2.43 |
| 1968–1969                         | «Сент-Луїс Блюз»                  | НХЛ                               | 3   | 0  | 2  | —        | 131     | 5  | 0    | 2.29 |
| 1969–1970                         | «Сент-Луїс Блюз»                  | НХЛ                               | 7   | 4  | 3  | —        | 421     | 21 | 0    | 2.99 |
| 1970–1971                         | «Сент-Луїс Блюз»                  | НХЛ                               | 3   | 0  | 3  | —        | 180     | 9  | 0    | 3.00 |
| Загальна статистика у Плей-оф НХЛ | Загальна статистика у Плей-оф НХЛ | Загальна статистика у Плей-оф НХЛ | 115 | 49 | 65 | — ! 6899 | 320     | 6  | 2.78 |      |